# Albańczycy w Austrii
Albańczycy w Austrii – albańska mniejszość narodowa na terenie Republiki Austrii. Nie ma jednoznacznych danych na temat ludności, jednak według szacunków diaspora albańska w Austrii ma liczyć od 35 do 80 tys. osób; większość albańskich imigrantów pochodzi z Kosowa.

## Ludność
W latach 90. miały miejsce dwie fale imigracji ludności albańskiej do Austrii. Od 2000 do 2011 roku przyznano austriackie obywatelstwo ponad 1,2 tys. osobom pochodzącym z Albanii. Według Statistik Austria w 2012 roku Republikę Austrii miało zamieszkiwać około 2,8 tys. osób pochodzących z Albanii, z czego prawie 1,1 tys. w samym Wiedniu oraz po około 500 w Dolnej Austrii i Styrii.
Działacze austriackich stowarzyszeń zrzeszających mniejszość albańską podawali różne liczby odnośnie populacji kosowskich Albańczyków w Austrii; według ich szacunków liczba ta waha się między 30 a 60 tys., większość z nich (65–80%) wyznaje islam. Od 2009 do 2011 roku przyznano austriackie obywatelstwo łącznie 1332 Kosowianom. Inne stowarzyszenie podało, że Austrię zamieszkiwało około 2 tys. Albańczyków z Macedonii, aczkolwiek nie ma oficjalnych danych w tej kwestii.